# Atlético Bahía
El Atlético Bahía Club de Fútbol fue un equipo de fútbol mexicano que tuvo su sede en San José del Valle, Nayarit y militó en la Serie A de la Segunda División de México.

## Historia
En el verano de 2019 los propietarios del Deportivo Tepic J.A.P. reactivaron la franquicia que se encontraba bajo resguardo de la Federación, el 10 de junio se anunció el traslado de esta al municipio de Bahía de Banderas y el surgimiento de un nuevo club denominado Atlético Bahía. El día 29 se confirmó su presencia en la Liga Premier – Serie A.
Se trató de la cuarta identidad diferente de la franquicia, que anteriormente había sido llamada Atlético Veracruz, Cuervos de Ensenada y Deportivo Tepic J.A.P., el Atlético Bahía se conformó a partir de una base de jugadores que habían militado en las dos escuadras anteriores junto con nuevos futbolistas provenientes del área geográfica del club.
El 16 de agosto de 2019 el equipo disputó su primer partido oficial en el marco de la jornada 1 de la temporada 2019-20 de la Serie A de México, en el juego ante el Atlético Reynosa, el Bahía fue derrotado por un marcador de 4-0.
El 30 de junio de 2020 se anunció la desaparición del equipo como consecuencia de la falta de patrocinios derivados de la crisis económica provocada por la pandemia de Coronavirus.

## Instalaciones
El Atlético Bahía jugaba sus partidos como local en la Ciudad Deportiva Bahía de Banderas localizada en San José del Valle, Nayarit. El estadio de fútbol tiene una capacidad para 4,000 espectadores.

## Temporadas
Franquicia Atlético Veracruz
Franquicia Cuervos de Ensenada
Franquicia Deportivo Tepic J.A.P.
| Temporada | División          | Posición     |
| --------- | ----------------- | ------------ |
| 2019/2020 | 3.Segunda Serie A | 13°. Grupo I |

## Filial
Atlético Bahía "B"
| Temporada | División           | Posición      |
| --------- | ------------------ | ------------- |
| 2019/2020 | 5.Tercera División | 16o. Grupo XI |